# Koyambedu

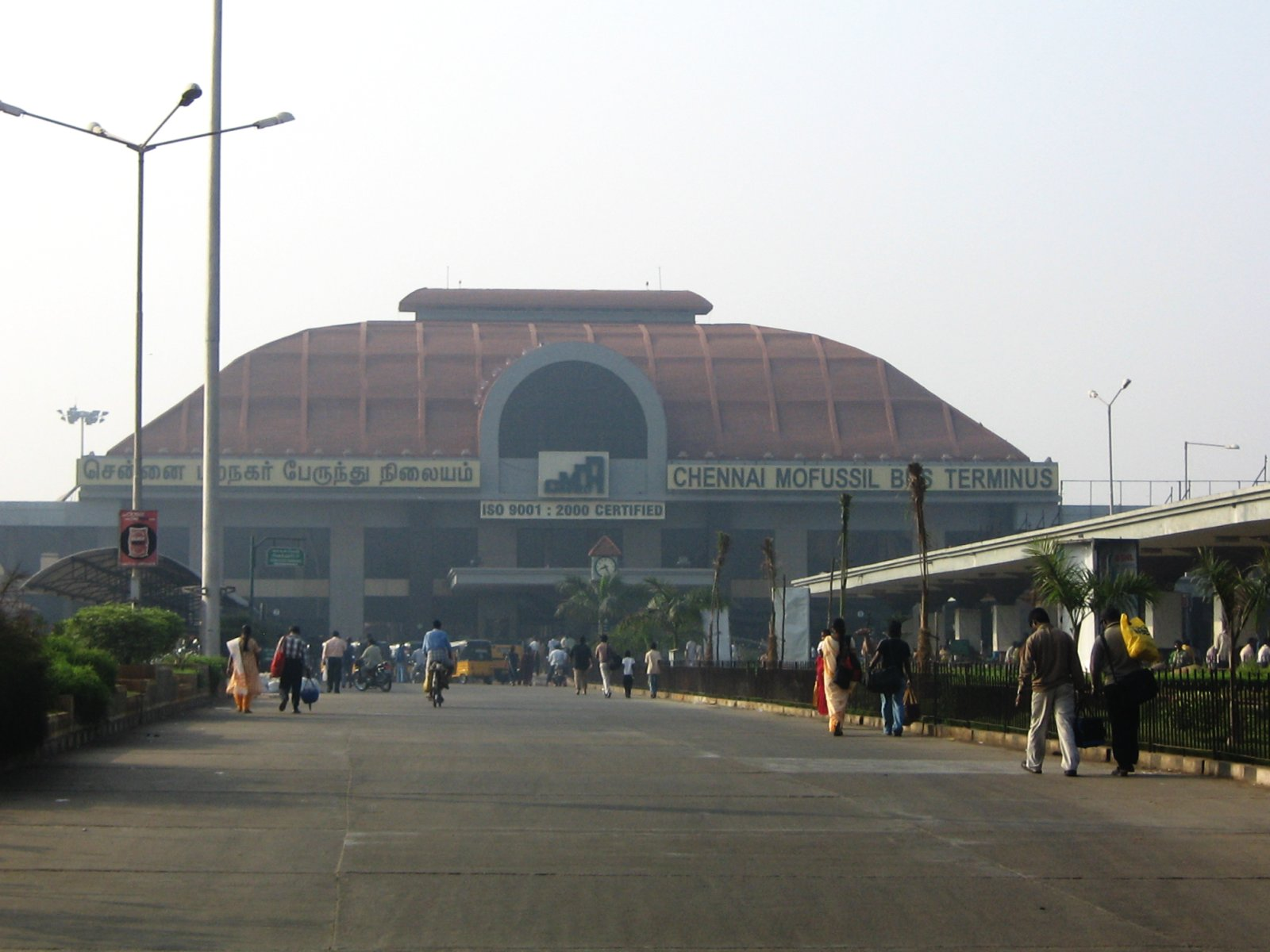
Der Chennai Mofussil Bus Terminus in Koyambedu

Koyambedu (Tamil: கோயம்பேடு Kōyampēṭu [ˈkoːjʌmbeːɖɯ]) ist ein Stadtteil von Chennai (Madras), der Hauptstadt des indischen Bundesstaates Tamil Nadu.
In Koyambedu befindet sich Asiens größter Gemüsemarkt, der 1996 eröffnete Koyambedu Wholesale Market Complex (KWMC). Der Markt hat eine Fläche von 119 Hektar und beherbergt über 3000 Geschäfte.
Asiens größter Busbahnhof, Chennai Mofussil Bus Terminus (CMBT), befindet sich auch in Koyambedu. Der 2002 eröffnete Bahnhof erstreckt sich über eine Fläche von rund 15 Hektar und kann von 270 Bussen gleichzeitig genutzt werden. Pro Tag wird er von 2.000 Bussen und 200.000 Fahrgästen genutzt. Die im Juni 2015 eröffnete Metro Chennai hat zwei Stationen (Koyambedu und CMBT) in Koyambedu.